# Maldoror (film)
Maldoror is een Belgisch-Franse dramafilm uit 2024, geregisseerd en mede geschreven door Fabrice Du Welz en geïnspireerd door het juridische schandaal rond de Belgische seriemoordenaar en kindermisbruiker Marc Dutroux. De hoofdrol wordt vertolkt door Anthony Bajon.

## Verhaal
Na de verdwijning van twee meisjes wordt de impulsieve jonge politieagent Paul Chartier toegewezen aan de geheime eenheid "Maldoror", opgezet door zijn chef Hinkel, om zedendelinquent Marcel Dedieu in de gaten te houden. 
Tijdens het surveilleren van het huis van Dedieu gaat Chartier het erf op om het huis beter te bekijken. Hij vind daar een stuk hoofdhuid met haar. Later wordt Renard, die het huis van Dedieu frequenteert, aangehouden met een flinke hoofdwond, maar die claimt zich gestoten te hebben.
Tijdens een huiszoeking bij Dedieu wordt van hogerhand bepaald dat alléén in de garage naar bewijzen van voertuigcriminaliteit mag worden gezocht, terwijl Chartier sterke aanwijzingen tot vrouwenhandel vindt. Nadat hij de kelder, die niet op de bouwplannen van het huis staat, binnendringt denkt hij gefluister van kinderstemmen te horen, maar zijn collega Dardenne wijdt dat aan de tienerzoon en baby van Dedieu die in het huis met elkaar aan het spelen zijn.
Tonio Klaude maakt videos in opdracht van Dedieu. Klaude's vriendin heet Mathilde Witsel.
Na een woordenwisseling valt Dedieu Klaude aan met een slijpschijf.
Chartier en zijn collega Catano gaan bij de lokale politie op zoek naar een lijst met kentekens die in verband gebracht worden met deze zaak. De receptioniste wil de lijst niet geven en wacht tot haar chef er bij komt. Catano versiert de receptioniste, Chartier probeert de lijst te stelen maar kan er net niet bij, maar dankzij zijn fotografische geheugen weet hij de lijst te reproduceren. Het leidt naar het autobedrijf Edelweiss, dat op naam van grootindustrieel Jacky Dolman staat. Chartier krijgt geen toestemming voor een huiszoeking bij dat bedrijf, maar gaat er 's nachts toch naartoe, hij vindt daar een garageput met varkens, die de restanten van het lichaam van Klaude opeten. Hij bezorgt deze restanten anoniem in een koelbox aan de gerechtelijke politie, waarop Dolman opgepakt wordt, maar deze komt wegens gebrek aan bewijs en procedurefouten weer vrij. Chartier wordt ontslagen wegens illegale opsporingspraktijken.
Uiteindelijk wordt Dedieu toch opgepakt. Tijdens een bezoek aan het gerechtsgebouw ontstapt Dedieu.
Chartier krijgt van oud-collega Catano een tip over waar een videoband met bewijs te vinden zou zijn voor de betrokkenheid van Dolman. Hij neemt deze naar huis, maar zijn huis word overvallen door een bende met zeer geavanceerde aanvalswapens en in de brand gezet, maar Chartier weet, gewond, te ontkomen.
Informant Léon Wieck leidt Chartier, die inmiddels is ontslagen bij de politie, naar Dedieu. Na een achtervolging doodt Chartier Dedieu. Chartier wordt, als volksheld gezien, opgesloten voor moord.
Na jaren later komt zijn chef Hinkel bij hem op bezoek, met het verzoek om een verklaring af te leggen die grote vis Dolman kan vangen, met slechts een kleine strafvermindering als tegenprestatie. Chartier weigert.

## Rolverdeling
| Acteur             | Personage       |
| ------------------ | --------------- |
| Anthony Bajon      | Paul Chartier   |
| Alba Gaïa Bellugi  | Gina            |
| Béatrice Dalle     | Rita            |
| Alexis Manenti     | Luis Catano     |
| Sergi López        | Marcel Dedieu   |
| Laurent Lucas      | Charles Hinkel  |
| Guillaume Duhesme  | Dardenne        |
| David Murgia       | Didier Renard   |
| Paul Richard Mathy | Tonio Klaude    |
| Jackie Berroyer    | Jacky Dolman    |
| Lubna Azabal       | Mrs. Santos     |
| Félix Maritaud     | Roberto Santos  |
| Epona Guillaume    | Mathilde Witsel |

## Productie
In september 2021, kort na de première van Inexorable, werd aangekondigd dat Fabrice Du Welz bezig was met het afronden van een scenario voor een film met de titel Maldoror, waarvan de opnames naar verwachting in 2022 zouden beginnen. Du Welz schreef het scenario samen met Domenico La Porta en zou voor het project opnieuw samenwerken met producent Jean-Yves Roubin. De film werd geproduceerd door Jean-Yves Roubin en Cassandre Warnauts voor het Belgische bedrijf Frakas Productions, en door Manuel Chiche voor het Franse bedrijf The Jokers Films, die de film ook in Frankrijk zal distribueren. De film ontving ook steun van verschillende overheidsinitiatieven zoals de Fédération Wallonie-Bruxelles, RTBF, VOO en Be Tv, Proximus, Wallimage, screen.brussels en de Tax shelter in België, en Canal+, France 2 Cinéma en SofiTVCiné in Frankrijk. De internationale verkoop wordt afgehandeld door WTFilms.
De muziek werd gecomponeerd door Vincent Cahay die eerder al meewerkte met Du Welz aan Calvaire (2004), Alleluia (2014), Adoration (2019) en Inexorable (2021).

### Filmopnames
De filmopnames gingen op 4 mei 2023 van start in België en werden afgerond op 28 juni. De opnames vonden onder andere plaats in het stadhuis van Marchienne-au-Pont vanaf 8 mei 2023. De cameraman was Manuel Dacosse, die eerder met Du Welz werkte aan drie vorige films.

## Release
Maldoror ging op 3 september 2024 in première op het Filmfestival van Venetië buiten de competitie.

## Prijzen en nominaties
De belangrijkste:
| Jaar | Prijs          | Categorie                  | Genomineerde(n) | Uitslag     |
| ---- | -------------- | -------------------------- | --------------- | ----------- |
| 2024 | Film Fest Gent | Grand Prix voor Beste Film | Fabrice Du Welz | Genomineerd |